# Francisco Guzmán
Francisco Guzmán Carmigniani, conegut com a Pancho Guzmán (Guayaquil, Equador, 24 de maig de 1946) és un extennista equatorià.

## Biografia
Guzmán, fill de banquer, va començar a jugar a tennis a l'edat de set anys en el Guayaquil Tennis Club. Amb onze anys ja va guanyar el primer títol nacional. Fou finalista de la Orange Bowl sent júnior (1961).
El 1963 va debutar en la Copa Davis amb l'equip equatorià encara sent menor d'edat. Un dels episodis més destacats de la carrera fou en la Copa Davis de 1967, quan va derrotar Arthur Ashe i l'Equador va superar l'equip estatunidenc, en dels màxims favorits. La seva darrera eliminatòria fou el 1974, després d'haver acumulat 13 victòries en 37 partits.
Va participar en els Jocs Olímpics de Ciutat de Mèxic (1968) en l'esdeveniment de tennis, que fou esport de demostració i d'exhibició. Va disputar totes les proves en les quals podia participar, les tres de demostració (individual, dobles masculins amb Miguel Olvera i dobles mixts amb María Eugenia Guzmán) i les tres d'exhibició (individual, dobles masculins amb Teimoeraz Kakoelia i dobles mixts amb María Eugenia Guzmán). Va aconseguir una medalla de bronze en la prova de dobles masculins d'exhibició.